# Voroveni, Argeș
Voroveni este un sat în comuna Davidești din județul Argeș, Muntenia, România.